# Myntjärvi
Myntjärvi är en sjö i kommunen Kouvola i landskapet Kymmenedalen i Finland. Sjön ligger 88 meter över havet. Arean är 52 hektar och strandlinjen är 3,98 kilometer lång. Sjön  ingår i Kymmene älvs huvudavrinningsområde.   Den ligger omkring 76 km norr om Kotka och omkring 130 km nordöst om Helsingfors. 